# Jørgen Skjelvik
Jørgen Skjelvik (ur. 5 lipca 1991 w Bærum) – piłkarz norweski grający na pozycji lewego obrońcy w Odense Boldklub.

## Kariera klubowa
Swoją karierę piłkarską Skjelvik rozpoczął w klubie Hosle IL. W 2009 roku został zawodnikiem klubu Stabæk Fotball. Zadebiutował w nim 16 maja 2009 w wygranym 4:1 domowym meczu z Sandefjord Fotball. W zespole Stabæku występował do 2011 roku.
W połowie 2011 roku Skjelvik został wypożyczony do Helsingborgs IF. W szwedzkiej lidze swój debiut zaliczył 14 sierpnia 2011 w zwycięskim 3:1 wyjazdowum spotkaniu z Trelleborgs FF, w którym zdobył gola. W 2011 roku zdobył z Helsingborgiem Puchar Szwecji oraz wywalczył mistrzostwo kraju.
W listopadzie 2011 roku Skjelvik podpisał trzyletni kontrakt z Kalmar FF, który zaczął obowiązywać od początku 2012. Swój debiut w tym klubie zanotował 31 marca 2012 w zwycięskim 1:0 wyjazdowym meczu z GIF Sundsvall. W Kalmarze spędził rok.
W lipcu 2013 roku Skjelvik podpisał kontrakt z Rosenborgiem Trondheim. 25 sierpnia 2013 zadebiutował w nim w wygranym 3:2 wyjazdowym spotkaniu z Sandnes Ulf. Na koniec sezonu 2013 wywalczył z Rosenborgiem wicemistrzostwo Norwegii. W późniejszych latach zdobywał z klubem tytuł mistrza Norwegii w 2015, 2016 i 2017. Wygrywał również puchar krajowy w 2015 i 2016 roku.
W 2018 został piłkarzem Los Angeles Galaxy. W MLS zadebiutował 5 marca 2018 w wygranym 2:1 meczu z Portland Timbers. W 2020 roku został wypożyczony na rok do Odense Boldklub. W Superligaen zadebiutował 8 marca 2020 w zremisowanym 1:1 meczu z SønderjyskE Fodbold.
7 stycznia 2021 Skjelvik został wykupiony przez Odense Boldklub. Podpisał z tym klubem kontrakt do lata 2023 roku.
| Sezon   | Klub                   | Kraj              | Rozgrywki   | Mecze | Bramki |
| ------- | ---------------------- | ----------------- | ----------- | ----- | ------ |
| 2009    | Stabæk Fotball         | Norwegia          | Tippeligaen | 4     | 0      |
| 2010    | Stabæk Fotball         | Norwegia          | Tippeligaen | 18    | 0      |
| 2011    | Stabæk Fotball         | Norwegia          | Tippeligaen | 7     | 0      |
| 2011    | Helsingborgs IF (wyp.) | Szwecja           | Allsvenskan | 3     | 1      |
| 2012    | Kalmar FF              | Szwecja           | Allsvenskan | 29    | 1      |
| 2013    | Kalmar FF              | Szwecja           | Allsvenskan | 1     | 0      |
| 2013    | Rosenborg BK           | Norwegia          | Tippeligaen | 8     | 0      |
| 2014    | Rosenborg BK           | Norwegia          | Tippeligaen | 28    | 2      |
| 2015    | Rosenborg BK           | Norwegia          | Tippeligaen | 25    | 2      |
| 2016    | Rosenborg BK           | Norwegia          | Tippeligaen | 26    | 0      |
| 2017    | Rosenborg BK           | Norwegia          | Eliteserien | 21    | 0      |
| 2018    | LA Galaxy              | Stany Zjednoczone | MLS         | 32    | 0      |
| 2019    | LA Galaxy              | Stany Zjednoczone | MLS         | 20    | 1      |
| 2019/20 | Odense Boldklub (wyp.) | Dania             | Superligaen | 10    | 0      |
| 2020/21 | Odense Boldklub (wyp.) | Dania             | Superligaen | 9     | 0      |
| 2020/21 | Odense Boldklub        | Dania             | Superligaen |       |        |

## Kariera reprezentacyjna
Skjelvik grał w młodzieżowych reprezentacjach Norwegii. W dorosłej reprezentacji Norwegii zadebiutował 15 listopada 2013 w przegranym 1:2 towarzyskim meczu z Danią, rozegranym w Herning. W 64. minucie meczu zmienił Toma Høgliego.